# Velebit
Velebit je gorski greben v Jadranskem primorju na Hrvaškem. Leži jugovzhodno od Reškega zaliva in otoka Krk; poteka vzporedno z Velebitskim kanalom v smeri severozahod - jugovzhod. Greben je dolg okrog 145 km, širok je od 10 do 30 km; skupna površina meri okoli 2200 km². 
Omejen je na eni strani z morjem, na drugi strani pa z Liškim, Gackim in Gračaškim poljem, po katerih tečejo reke Gacka, Lika in Otuča.
Prične se na prelazu Vratnik (698 mnm) nad Senjem na severozahodu ter se nadaljuje do kanjona reke Zrmanje na jugovzhodu.
Najvišji vrhovi so: Vaganski vrh (1757/8 mnm) in Sveto brdo (1753 m), Babin vrh (1746 mnm), Segestin (1725 mnm), Malovan (1708 mnm) idr.
Preko masiva je speljanih več prometnic, ki prečijo prelaze: Vratnik (698 mnm), Veliki Alan nad Jablancem (1412 mnm), Oštarije (Oštarijsko sedlo) nad Karlobagom (927 mnm), Mali Alan severno od Obrovca (1045 mnm).
Velebit je deloma pokrit z gozdovi in pašniki, večji del pa je gol kras. V preteklosti so na Velebitu pridobivali boksit.
Na področju Velebita ležita dva narodna parka:
- S(j)everni Velebit
- Narodni park Paklenica